# Kathryn Grant
Kathryn Grant (Houston (Texas), 25 november 1933 – Hillsborough (Californië), 20 september 2024) was een Amerikaans actrice. Grant werd geboren als Olive Kathryn Grandstaff en stond na haar huwelijk met Bing Crosby beter bekend als Kathryn Crosby.

## Biografie
Grant studeerde af aan de Universiteit van Texas in Austin in 1955. In december 1954 begon ze een relatie met de meer dan dertig jaar oudere zanger-acteur Bing Crosby. In juli 1955 wilde het koppel stiekem trouwen, maar de pers volgde hen overal. Het huwelijk vond plaats op 24 oktober 1957 en duurde tot aan Crosby's dood in 1977. Het koppel kreeg drie kinderen: Harry (1958), Mary (1959) en Nathaniel (1961).

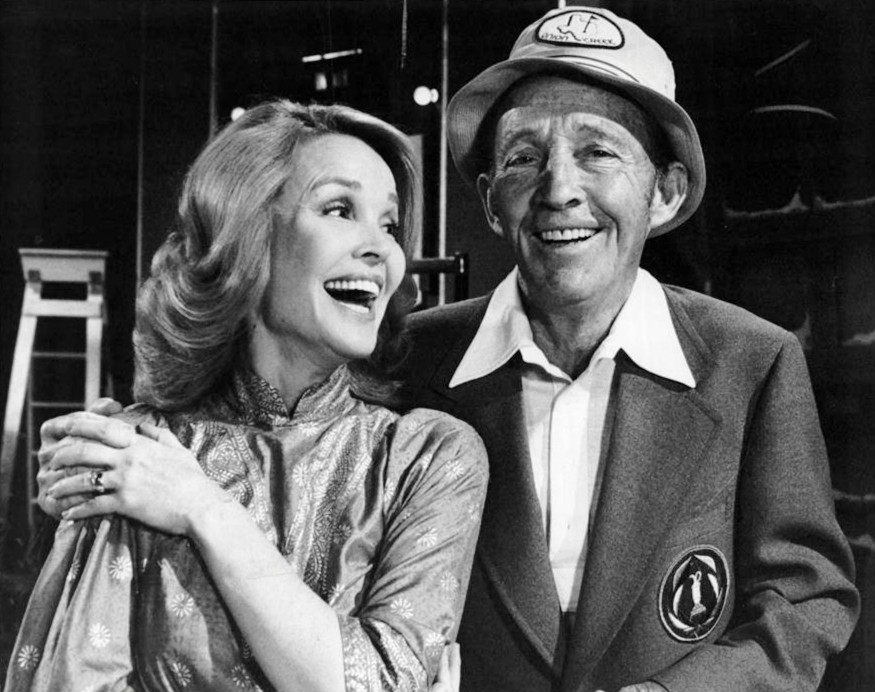
Kathryn in 1976 met echtgenoot Bing Crosby

Grant was aanvankelijk in opleiding om zuster te worden, maar vond via missverkiezingen een weg naar de filmindustrie. Vanaf 1953 speelde ze ongenoemde rollen in verscheidene films en in 1955 volgde haar doorbraak. Haar filmcarrière was van korte duur: haar echtgenoot overtuigde haar om te stoppen met acteren na hun huwelijk in 1957. Ze keerde nog enkele keren terug naar het grote scherm, waaronder een bijrol in Anatomy of a Murder (1959).
In de jaren 60 speelde Grant voornamelijk gastrollen in televisieseries, waaronder in The Bing Crosby Show. In de jaren 70 had ze haar eigen serie The Kathryn Crosby Show op de lokale televisie in San Francisco. Na het overlijden van haar man in 1977 trok ze zich terug van de media. Ze keerde eenmalig terug in 2010, met een bijrol in een B-film. In 1996 speelde ze de hoofdrol in een Broadway-toneelstuk, State Fair.
Op 4 november 2010 raakte Grant betrokken bij een ernstig auto-ongeluk, waarbij haar tweede echtgenoot Maurice William Sullivan, met wie ze trouwde in 2000, kwam te overlijden.
Grant overleed op 20 september 2024 op 90-jarige leeftijd.

## Filmografie
- Bibsys: 4007671
- Biblioteca Nacional de España: XX4790779
- Bibliothèque nationale de France: cb14049418w (data)
- Gemeinsame Normdatei: 1061836134
- International Standard Name Identifier: 0000 0001 1804 1300
- Library of Congress Control Number: n82219989
- MusicBrainz: 0dcbc668-6b6d-481b-b8f0-665c5c8ad58b
- Nationale bibliotheek van Australië: 35032321
- Nationale Bibliotheek van Israël: 987007315056305171
- Nederlandse Thesaurus van Auteursnamen: 25593906X
- SNAC: w69p3prs
- Système universitaire de documentation: 162046510
- Trove: 804993
- Virtual International Authority File: 43199293
- WorldCat: E39PBJtxmh3JPj9cthxXD7cdcP